# Arachnitis uniflora
Arachnitis uniflora ist die einzige Art der Pflanzengattung Arachnitis aus der Familie der Corsiaceae. Arachnitis uniflora ist eine mykoheterotrophe Pflanze mit einem weit reichenden Verbreitungsgebiet, das sich im Wesentlichen entlang der Anden vom Süden Perus Südamerikas bis fast zum Kap Hoorn erstreckt. Art und Gattung wurden 1864 erstbeschrieben, eine 1972 beschriebene weitere Art wird mittlerweile meist als synonym eingestuft.

## Merkmale
Arachnitis uniflora ist eine unverzweigt und aufrecht wachsende, blattgrünlose, krautige Pflanze. Ihr Rhizom bzw. ihre Wurzel (die Literatur ist uneindeutig) ist sternförmig knollig, bräunlich und liegt 10 bis 15 Zentimeter unter der Erde. Jede der 4 bis 17 Einzelwurzeln ist nur 5 bis 10 Millimeter lang und 3 bis 4 Millimeter breit. Seitenwurzeln fehlen, selten kommt es zu Ausläufern.
Arachnitis uniflora lebt weitgehend unterirdisch, nur der selten ausgebildete Blütenstängel wächst oberirdisch. Erst nach vollständiger Ausbildung des Wurzelsystems sprießt der 6 bis 40 Zentimeter lange und bis zu 7 Millimeter dicke einzeln stehende Stängel. Er ist von variabler Farbe, entweder weißlich, gelblich oder lila, manchmal auch nur am Ansatz gefärbt und trägt bis auf halbe Höhe vier bis acht durchscheinende, am Ansatz schuppige, nach oben hin stängelumfassende Blätter in wechselständiger Anordnung. Die möglicherweise hinfälligen Blätter sind bis zu 5 Zentimeter lang, 1 Zentimeter breit und fünf- bis siebennervig.
Aufgrund ihrer weitgehend unterirdischen Lebensweise ist nicht bekannt, ob es sich bei ihr um eine nur einmal oder mehrfach blühende Pflanze handelt. In letzterem Fall blühen die Pflanzen möglicherweise auch nicht jedes Jahr. Die Blüten wachsen während der Blütezeit kontinuierlich und in beträchtlichem Maße weiter, der Blütenbecher bleibt dabei jedoch stets kürzer als breit. Die Blüten bleiben vollständig erhalten bis zur Samenausbreitung.
Die geruchlosen, zygomorphen und dreizähligen Einzelblüten sind endständig und fast aufrechtstehend, der Fruchtknoten ist unterständig, kurz und kugelförmig. Die Blüten sind in allen Teilen blassrosa bis fleischfarben. Von den sechs Blütenblättern (je drei Tepalen in zwei Blütenblattkreisen) sind fünf linear-fadenförmig, violett einnervig und leicht aufgebogen, sie sind bis zu 5 Zentimeter lang und 2 bis 2,5 Millimeter breit.
Das oberste sechste Blütenblatt, das Labellum, ist am Ansatz verbreitert, spitz zulaufend und fadenförmig endend. Es ist 4 bis 5 Zentimeter lang, am Ansatz 13 bis 17 Millimeter breit, von 11 bis 13 violetten Nerven durchzogen und zur Spitze hin helmartig über den Blütenboden mit den Blütenorganen herabgebogen. Das Labellum wird innen links und rechts der Mittelrippe von je einer dunkelroten und nach außen zulaufenden verdickten Längsfurche durchzogen und ist in seinem mittleren Teil einwärts gerollt.
Die Blüten sind zwar zwittrig, zeigen aber eine extreme Form der Protandrie, indem die Staubbeutel zur Zeit ihrer Reife die Narben bedecken, anschließend abfallen und so die dann reifenden Narben freigeben. Die sechs in zwei Kreisen angeordneten, kurzen und pfriemlich geformten Staubfäden sind frei, die Staubbeutel öffnen sich längsgeschlitzt. Der Pollen ist monocolpat, das Tectum netzartig gestaltet. Die drei Griffel sind am Ansatz verwachsen und nach außen gebogen, die Narben sind papillös, die Papillen entwickeln sich erst ab dem Abwurf der Staubbeutel. Als Bestäuber werden Pilzmücken vermutet.
Bei den Früchten handelt es sich um umgekehrt-kegelförmige Kapselfrüchte, die sich zur Reifezeit herabneigen und anhand dreier länglicher Spalten an ihrem Vorderende öffnen. Die zahlreichen Samen sind feilspanförmig, 0,6 bis 1 Millimeter lang und 0,06 bis 0,2 Millimeter breit. Die Samenschale besteht aus länglich-runden Zellen. Obgleich das Habitat vergleichsweise windstill ist, wird gelegentlich von einer Verbreitung der Samen durch den Wind ausgegangen (Anemochorie), es wird aber auch für möglich gehalten, dass die während der Samenausbreitung weiterblühenden Pflanzen zur Ausbreitung der Samen weiterhin Bestäuber anlocken.

## Mykoheterotrophie
Arachnitis uniflora hat wie alle Arten der Corsiaceae die Photosynthese aufgegeben und bildet dementsprechend kein Chlorophyll mehr. Stattdessen lebt sie mykoheterotroph von Mykorrhizen der Pilz-Gattung Glomus. Wenn die Pflanze in ihrem Wurzelsystem genug Nährstoffe gelagert hat und mit dem Austrieb der Sprossachse beginnt, reduziert sich die Mykorrhiza allmählich und die Pflanze verbraucht stattdessen ihre angesammelten Reserven. In aufgeblühten Pflanzen finden sich überhaupt keine Arbuskel mehr.

## Verbreitung und Habitat
Arachnitis uniflora hat ein äußerst disjunktes Verbreitungsgebiet, das sich über 37 Breitengrade von den Tropen bis in subantarktische Regionen hinzieht. Sie findet sich auf 3000 m Höhe in Peru im Santuario Histórico de Machupicchu, auf 1900 bis 2500 m Höhe in den Zentralanden in Bolivien, zwischen 150 und 1241 m in West-Patagonien (Argentinien, Chile) sowie an einem Standort auf Meereshöhe auf Ostfalkland. Diese für eine Pflanzenart extrem weite Verbreitung ist vermutlich reliktär und auf ein voreiszeitlich weiteres Verbreitungsgebiet zurückzuführen, das dann durch die Klimaveränderungen nach der Eiszeit vor rund 10.000 Jahren auf nur mehr wenige einzelne Räume zusammenschrumpfte.
Ihrer extremen Verbreitung gemäß besiedelt sie makroklimatisch sehr verschiedene Regionen, identisch ist aber immer das jeweilige Mikroklima: stets handelt es sich um Standorte in dichter Vegetation auf humosen, tiefgründigen Böden mit hoher Luftfeuchtigkeit während der Wachstumszeit. Im Hinblick auf klar getrennte Regen- und Trockenzeiten ist sie tolerant. Sie tritt verstreut, aber gesellig auf.
Arachnitis uniflora ist weitgehend zu finden in intakten Primärwälder, kann sich aber auch in über längere Zeit ungestört gebliebener Sekundärvegetation wiederansiedeln. Sie ist in den patagonischen Wäldern vergesellschaftet mit Chilezeder (Austrocedrus chilensis), Coihue-Südbuchen (Nothofagus dombeyi), Blaugrünen Südbuchen (Nothofagus glauca), Osmorrhiza chilensis sowie Berberitzen- und Escallonia-Arten, die bolivischen Wälder werden vor allem von Erythrina falcata, Gelber Trompetenblume (Tecoma stans), Piper elongatum, Cedrela lilloi, Luehea-Arten sowie Arten aus der Familien der Myrtengewächse (Myrtaceae) und der Lorbeergewächse (Lauraceae) gebildetI. In Peru findet sie sich zwischen Polylepis pauta, Myrsine latifolia, Piper elongatum und Myrcianthes oreophila.
Auf Ostfalkland findet sie sich auf Wiesen und Dünen auf erodiertem Sandstein, hier fehlen jedoch Wälder.

## Botanische Geschichte und Systematik

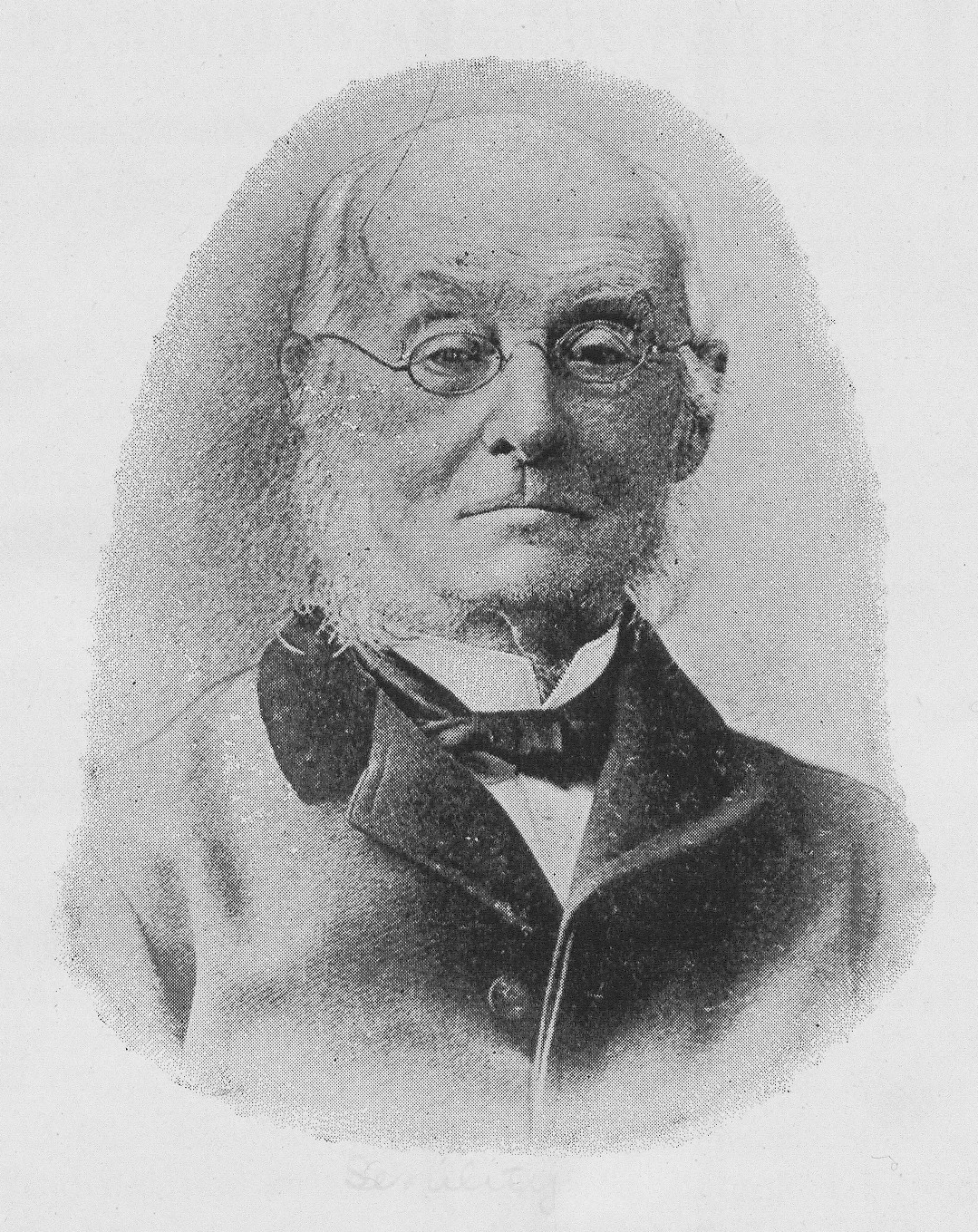
Rudolph Amandus Philippi

Erstbeschrieben wurden Art und Gattung 1864 durch Rudolph Amandus Philippi anhand von Aufsammlungen seines Sohnes im Jahr 1863. Große Teile dieser Aufsammlungen wurden bei einem Brand des Wohnhauses von Philippi zerstört, die Erstbeschreibung erfolgte dann anhand einiger noch erhalten gebliebener Exemplare, die allerdings in schlechtem Zustand waren und später nicht erhalten wurden. Da also kein Holotyp mehr existierte, wurden Aufsammlungen des Folgejahres 1864 vom gleichen Ort 1996 als Neotyp vorgeschlagen. Der Gattungsname ist ein nomen conservandum gegen die Orchideengattung Arachnites F.W. Schmidt aus dem Jahr 1793, die heute Teil der Ragwurzen (Ophrys) ist.
Ursprünglich ging Philippi davon aus, dass die Pflanze zur Familie der Orchideen (Orchidaceae) gehörte, schlug aber später eine eigene Familie Arachnitaceae vor, während andere Autoren eine Verwandtschaft zu den Burmanniaceae sahen. Mit der Erstbeschreibung der Corsiaceae 1878 durch Odoardo Beccari wurde Arachnitis dann als Schwestergattung zu den Corsia gestellt, wobei die Corsiaceae zeitweise nur als Untertaxon der Burmanniaceae geführt wurden, eine Position, die aber seit 1938 als nicht mehr haltbar gilt.
Eine Einstufung als monotypische Familie Arachnitaceae fand zeitweise Fürsprecher und ließ eine Ausgliederung aus den Corsiaceae in eine eigenständige Familie als gerechtfertigt erscheinen. So berichtete bereits Traudel Rübsamen von signifikanten Unterschieden bei morphologischen Merkmalen der Wurzel, des Gynoeceums, der Frucht und vor allem der Samen. Eingehendere molekulargenetische Untersuchungen widersprachen dem aber letztendlich, Arachnitis ist inzwischen als Teil der Corsiaceae bestätigt.
Bis zur Erstbeschreibung von Arachnitis quetrihuensis durch Milan Jorge Dimitri 1972 wurde die Gattung als monotypisch verstanden. Die Art wird heute allerdings meist synonymisiert, da Arachnitis uniflora als so variabel gilt, dass sie Arachnitis quetrihuensis umfasst. Diese Ansicht wurde auch durch molekulargenetische Untersuchungen unterstützt, die keinen Unterschied zwischen beiden Arten ausmachen konnten.

## Nachweise
- Traudel Rübsamen:  Morphologische, embryologische und systematische Untersuchungen an Burmanniaceae und Corsiaceae (Mit Ausblick auf die Orchidaceae-Apostasioideae). Berlin 1986, ISBN 3-443-64004-4.
- Pierre L. Ibisch, Christoph Neinhuis, Patricia Rojas N.: On the Biology, Biogeography, and Taxonomy of Arachnitis Phil. nom. cons. (Corsiaceae) in Respect to a New Record from Bolivia. In: Willdenowia, 1996, Band 26, Heft 1/2, S. 321–332. DOI:10.3372/wi.26.2616
- Laura S. Domínguez, Alicia Sérsic: The southernmost myco-heterotrophic plant, Arachnitis uniflora: root morphology and anatomy. In: Mycologia, 2004, Band 96, Heft 5, S. 1143–1151 (online).
- Paula J. Rudall, Alison Eastman: The questionable affinities of Corsia (Corsiaceae): evidence from floral anatomy and pollen morphology. In: Botanical Journal of the Linnean Society, 2002, Band 138, S. 315–324.